# Trosnjak
Trosnjak ali sporokarp (tudi plodišče) je plodno telo podgobja, glivnega nitja v podlagi oz. micelija, na katerem se razvijejo razmnoževalni organi oz. trosovniki, kot so bazidiji in aski. Je del spolne faze v življenjskem ciklu glive; preostanek cikla predstavlja vegetativna rast micelija in nespolno razmnoževanje z enoceličnimi trosi, konidiji. 
Trosnjak prostotrosnic (npr. jesenski goban) se imenuje bazidiokarp, trosnjak zaprtotrosnic (npr. Užitni smrček) pa se imenuje askokarp. Lahko so epigeični, tj. rastejo nadzemno (kar je tudi najobičajnejše), lahko pa so tudi hipogeični, tj. rastejo podzemno oz. v podlagi (npr. gomoljika). V ljubiteljskem gobarstvu in v veliki meri tudi v mikologiji se višje glive prepoznava glede na trosnjak. Glive imajo zelo raznovrstne oblike trosnjakov, saj so prilagojene naravnim razmeram, v kakršnih so se razvijale od davnine.